# كأس شي بيليفز 2018
كأس شي بيليفز 2018 (بالإنجليزية: SheBelieves Cup 2018) هي النسخة الثالثة من بطولة كأس شي بيليفز، وهي بطولة كرة قدم نسائية أقيمت بدعوة من الاتحاد الأمريكي لكرة القدم في الولايات المتحدة. بمشاركة منتخبات وطنية من ألمانيا، إنجلترا، فرنسا، والمنتخب المضيف الولايات المتحدة، وقد بدأت في الأول من مارس وانتهت في السابع من مارس 2018. أقيمت على نطاق واسع بالتوازي مع كأس الغارف 2018، وكأس السيدات التركية 2018، وكأس السيدات القبرصية 2018. فازت الولايات المتحدة بالبطولة. وهذه آخر مشاركة لفرنسا وألمانيا.

## النظام
لعبت الفرق الأربعة المدعوة في مجموعة بنظام الدوري. وُزِّعت النقاط في دور المجموعات وفقًا للصيغة القياسية ثلاث نقاط للفوز، ونقطة واحدة للتعادل، ويُحسم التعادل في النقاط بفارق الأهداف.

## الملاعب
| كولومبوس                                          | هاريسون (مدينة نيويورك) | أورلاندو           |
| ------------------------------------------------- | ----------------------- | ------------------ |
| ملعب مابفري                                       | ريد بول أرينا           | ملعب أورلاندو سيتي |
| السعة: 19,968                                     | السعة: 25,000           | السعة: 25,500      |
|                                                   |                         |                    |
| كولومبوس هاريسون أورلاندوكأس شي بيليفز 2018 (USA) |                         |                    |

## الفريق
| المنتخب          | تصنيف الفيفا (ديسمبر 2017) |
| ---------------- | -------------------------- |
| الولايات المتحدة | 1                          |
| ألمانيا          | 2                          |
| إنجلترا          | 3                          |
| فرنسا            | 6                          |

## ترتيب المجموعة
| م      | الفريق                  | لعب | ف | ت | خ | أ.له | أ.ع | أ.ف | نقاط |
| ------ | ----------------------- | --- | - | - | - | ---- | --- | --- | ---- |
| الأول  | الولايات المتحدة (H, C) | 3   | 2 | 1 | 0 | 3    | 1   | +2  | 7    |
| الثاني | إنجلترا                 | 3   | 1 | 1 | 1 | 6    | 4   | +2  | 4    |
| الثالث | فرنسا                   | 3   | 1 | 1 | 1 | 5    | 5   | 0   | 4    |
| 4      | ألمانيا                 | 3   | 0 | 1 | 2 | 2    | 6   | −4  | 1    |

## نتائج المباريات
جميع الأوقات محلية (UTC−5).
| إنجلترا                                        | 4–1   | فرنسا     |
| ---------------------------------------------- | ----- | --------- |
| - دوغان 7' - سكوت 28' - تايلور 39' - كيربي 46' | تقرير | ثايني 77' |

| الولايات المتحدة | 1–0   | ألمانيا |
| ---------------- | ----- | ------- |
| رابينو 17'       | تقرير |         |

| الولايات المتحدة | 1–1   | فرنسا       |
| ---------------- | ----- | ----------- |
| بيو 35'          | تقرير | لو سومر 38' |

| ألمانيا                         | 2–2   | إنجلترا            |
| ------------------------------- | ----- | ------------------ |
| - كايكجي 17' - برايت 51' (ه.ذ.) | تقرير | إلين وايت 18'، 73' |

| فرنسا                                | 3–0   | ألمانيا |
| ------------------------------------ | ----- | ------- |
| - هنري 10' - لو سومر 55' - جوفين 68' | تقرير |         |

| الولايات المتحدة   | 1–0   | إنجلترا |
| ------------------ | ----- | ------- |
| باردسلي 58' (ه.ذ.) | تقرير |         |

## أفضل هدافين
عدد الأهداف المُسجلة  16 هدفًا  في 6 مباراة، بمتوسط 2.67 هدفًا في المباراة الواحدة.
هدفان
- إلين وايت
- أوجين لي سومر

هدف
- توني دوغان
- فران كيربي
- جيل سكوت
- جودي تايلور
- فاليري جوفين
- أماندين هنري
- غايتان تيني
- هاسريت كايكجي
- مالوري بيو
- ميغان رابينو

هدف ذاتي
- ميلي برايت (ضد ألمانيا)
- كارين باردسلي (ضد الولايات المتحدة)